# Шеньо, Колетт
Колетт Шеньо (фр. Colette Chaigneau; род. 13 марта 1936, Отон-Эбеон, Приморская Шаранта) — французский политический и государственный деятель, депутат Национального собрания (1981—1986).

## Биография
Родилась 13 марта 1936 года в Отон-Эбеоне, департамент Приморская Шаранта, Франция.
После окончания обучения стала работать преподавателем средней школы в городе Ла-Рошель, а позднее была назначена её директором. В 1977 году она была избрана в местный городской совет, а затем была назначена помощником депутата Национального собрания Мишеля Крепо. Вскоре после избрания Франсуа Миттерана на пост президента, Крепо был назначен на должность министра окружающей среды, а Шеньо заняла его место в Национальном собрании.
В апреле 1986 года Шеньо покинула Национальное собрание после возвращения голосования по одномандатным округам, однако, продолжила работу в администрации города Ла-Рошель. Она занимала пост заместителя мэра до 2001 года, а в 2008 году окончательно ушла из политики, покинув городской совет.